# قلعه‌جیک (دمیراوزو)
قلعه‌جیک (به ترکی استانبولی: Kalecik) (به کردی: Xayka Jorîn) (به ارمنی: Խայեք) منطقهٔ مسکونی در ترکیه است که در دمیراوزو واقع شده‌است. قلعه‌جیک ۵۹۱ نفر جمعیت دارد.